# Huỳnh Thanh Liêm
Huỳnh Thanh Liêm (sinh ngày 16 tháng 3 năm 1966) là một đại tá Quân đội nhân dân Việt Nam và chính trị gia người Việt Nam. Ông hiện là đại biểu quốc hội Việt Nam khóa XIV nhiệm kì 2016-2021, thuộc đoàn đại biểu quốc hội tỉnh Đồng Nai, Chính ủy Bộ Chỉ huy quân sự tỉnh Đồng Nai, Ủy viên Uỷ ban Quốc phòng và An ninh của Quốc hội. Ông đã trúng cử đại biểu Quốc hội năm 2016 ở đơn vị bầu cử số 3, tỉnh Đồng Nai gồm thị xã Long Khánh và các huyện: Xuân Lộc, Cẩm Mỹ.

## Xuất thân
Huỳnh Thanh Liêm sinh ngày 16 tháng 3 năm 1966 quê quán ở xã Long Bình, quận Thủ Đức, Gia Định. 
Ông hiện cư trú ở Số A4/360B, khu phố 4, phường Tân Vạn, Thành phố Biên Hòa, tỉnh Đồng Nai.

## Giáo dục
- Giáo dục phổ thông: 12/12
- Cử nhân Xây dựng Đảng và chính quyền nhà nước
- Cao cấp lí luận chính trị

## Sự nghiệp
Ông gia nhập Đảng Cộng sản Việt Nam vào ngày 28/2/1992.
Khi lần đầu ứng cử đại biểu Quốc hội Việt Nam khóa XIV vào tháng 5 năm 2016 ông đang là Tỉnh ủy viên, Phó Bí
thư Đảng ủy Quân sự tỉnh, Thượng tá, Chính ủy Bộ Chỉ huy quân sự tỉnh Đồng Nai, làm việc ở Bộ Chỉ huy quân sự tỉnh Đồng Nai.
Ông đã trúng cử đại biểu Quốc hội năm 2016 ở đơn vị bầu cử số 3, tỉnh Đồng Nai gồm thị xã Long Khánh và các huyện: Xuân Lộc, Cẩm Mỹ, được 337.737 phiếu, đạt tỷ lệ 80,87% số phiếu hợp lệ.
Ông hiện là Tỉnh ủy viên, Phó Bí thư Đảng ủy Quân sự tỉnh, Đại tá, Chính ủy Bộ Chỉ huy quân sự tỉnh Đồng Nai, Ủy viên Uỷ ban Quốc phòng và An ninh của Quốc hội.
Ông đang làm việc ở Bộ Chỉ huy Quân sự tỉnh Đồng Nai.